# 이브라힘 바예쉬
이브라힘 바예쉬 카밀 알카바위(아랍어: إبرَاهِيْم بَايَش كَامِل الْكَعْبَاوِيّ, Ibrahim Bayesh Kamil Al-Kaabawi, 2000년 5월 1일 ~ )은 이라크의 축구 선수로, 포지션은 미드필더이다. 현재 알리야드 소속이다.